# Tegenaria terskovi
Espèce
Tegenaria terskovi est une espèce d'araignées aranéomorphes de la famille des Agelenidae.

## Distribution
Cette espèce est endémique du kraï de Krasnodar en Russie,. Elle se rencontre vers le Strizhament.

## Description
Le mâle holotype mesure 4,8 mm.

## Systématique et taxinomie
Cette espèce a été décrite par Ponomarev en 2023.

## Étymologie
Cette espèce est nommée en l'honneur d'Evgeny N. Terskov.

## Publication originale
- Ponomarev & Shmatko, 2023 : « Review of the spider genus Tegenaria Latreille, 1804 (Aranei: Agelenidae) of the Russian Caucasus and Ciscaucasia. II. A new species and an interesting record. » Caucasian Entomological Bulletin, vol. 19, no 1, p. 97-99.